# 罗兰多·费雷拉
罗兰多·费雷拉·朱尼尔（葡萄牙語：Rolando Ferreira Junior，1964年5月24日—），巴西篮球运动员，曾效力于美国NBA联盟。他在1988年的NBA选秀中第2轮第26顺位被波特兰开拓者选中。